# Euchondrus ramonensis
Euchondrus ramonensis је пуж из реда Stylommatophora.

## Угроженост
Ова врста је крајње угрожена и у великој опасности од изумирања.

## Распрострањење
Ареал врсте је ограничен на једну државу, Израел.